# 齐福镇
齐福镇，原为齐福乡，是中华人民共和国四川省广安市岳池县下辖的一个乡镇级行政单位。2019年12月，撤乡设镇。

## 行政区划
齐福镇下辖以下地区：
姚市桥社区、庙湾村、官儿沟村、姚市桥村、黄马头村、水口店村、伍家河村、胡家坪村、大堰滩村、两河口村、白马庙村、檬刺堡村、枇杷沟村、铜鼓山村、齐头岩村、吉山村、魏家沟村、朱家庙村、新庙村、五块田村、簸箕岩村、烂泥沟村、屈家坝村、莲花屋基村和奉家梁村。